# Ernest Medina

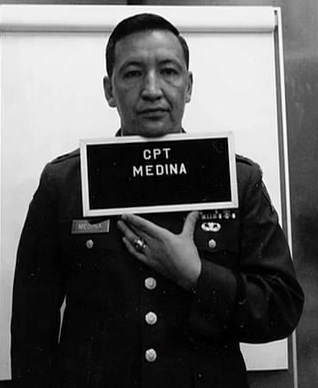
mugshot

Ernest Lou Medina (27 de agosto de 1936 - 8 de maio de 2018) foi um militar norte-americano. Foi capitão de infantaria do Exército dos Estados Unidos servindo durante a Guerra do Vietnã. Ele era o comandante da Companhia C, 1º Batalhão, 20ª Infantaria da 11ª Brigada, Divisão Americal, a unidade responsável pelo Massacre de Mỹ Lai em 16 de março de 1968. Ele foi julgado em corte marcial em 1971 por seu papel naquele crime de guerra, mas absolvido no mesmo ano.

## Antecedentes
Ernest Medina nasceu em 27 de agosto de 1936 em uma família mexicana-americana em Springer, Novo México. Depois de uma variedade de trabalhos ocasionais pós-ensino médio, Medina ingressou no Exército em 1956. Ele serviu 12 anos como alistado (incluindo seu tempo na Guarda Nacional) antes de ser comissionado pela Escola de Candidatos a Oficial em 1964. Recebendo as medalhas de Estrela de Prata e Estrela de Bronze, Medina foi promovido a capitão em 1966 e recebeu o comando da Charlie Company, Divisão Americal no Havaí, antes de sua implantação no Vietnã.

## Corte marcial
De acordo com a investigação de 1970 pelo General William R. Peers, Medina:
- "Planejou, ordenou e supervisionou a execução por sua empresa de uma operação ilegal contra aldeias habitadas na aldeia de Son My, que incluiu a destruição de casas por queimadas, matança de gado e a destruição de plantações e outros alimentos, e o fechamento de poços; e implicitamente dirigiu a morte de qualquer pessoa encontrada lá.";
- "Possivelmente matou até três não combatentes em My Lai".

Medina foi levado à corte marcial em 1971 por permitir voluntariamente que seus homens assassinassem não-combatentes. Medina negou todas as acusações e alegou que nunca deu ordens para matar não combatentes vietnamitas.
A equipe de defesa de Medina, liderada por F. Lee Bailey, e uma equipe de apoio que incluía Gary Myers, alegou que seus homens mataram não combatentes vietnamitas por vontade própria e não sob as ordens de Medina. Medina também testemunhou que não soube que suas tropas estavam fora de controle em My Lai até que o massacre já estivesse em andamento.
Medina também negou veementemente ter matado qualquer não-combatente vietnamita em My Lai, com exceção de uma jovem que dois soldados testemunharam que encontraram escondida em uma vala. Quando ela emergiu com as mãos para cima, Medina atirou nela porque, ele afirmou, achava que ela tinha uma granada. Na verdade, ela estava desarmada. Os advogados de defesa mencionaram muitos incidentes durante a Guerra do Vietnã de suspeitos e simpatizantes do Vietnã fingindo se render para usar pistolas ou granadas escondidas para ferir ou matar militares americanos.
Em agosto de 1971, Medina foi finalmente considerado inocente de todas as acusações. As deliberações do júri duraram cerca de 60 minutos.
Apesar de sua absolvição, a corte marcial e a publicidade negativa puseram fim à carreira militar de Medina. Ele renunciou à sua comissão e deixou o Exército pouco depois. Mais tarde, ele admitiu que, durante sua corte marcial, ele "não foi completamente franco para evitar desgraçar os militares, os Estados Unidos, sua família e a si mesmo".

## Depois do exército
Após renunciar ao Exército, Medina foi trabalhar na fábrica da Enstrom Helicopter Corporation de propriedade de F. Lee Bailey em Menominee, Michigan. Medina mudou-se com sua família para Marinette, Wisconsin. Ele trabalhou no negócio imobiliário de sua família: Medina, Inc. Realtor em Marinette, Wisconsin. Ele morreu em 8 de maio de 2018, aos 81 anos.